# Голям Австралийски залив
Големият Австралийски залив (на английски: Great Australian Bight) е широк открит залив, простиращ се по протежение на централната и западната част на южната брегова линия на континентална Австралия.

## Обхват
Международната хидрографска организация определя залива като част от югоизточния Индийския океан, със следните граници:

На север. Южното крайбрежие на Австралия.
На юг. Линията, свързваща нос Хау (35°08′ ю. ш. 117°37′ и. д. / 35.133333° ю. ш. 117.616667° и. д.), Австралия с Югозападния нос, Тасмания.
На изток. Линията от нос Отуей, Австралия до остров Кинг, и оттам към нос Грим, крайната северозападна точка на Тасмания.

По-общоприетите  граници са от нос Пасли, Западна Австралия, до нос Карно, Южна Австралия – разстояние от около 1160 km. Доста по-общоприето наименование в Австралия за прилежащите към континента водни площи на юг, е Южен океан, а не Индийски океан. По-голямата част от залива е разположена южно от просторната равнина Наларбор, която се разпростира в два австралийски щата – Южна и Западна Австралия.

## Изследвания
Големият Австралийски залив за първи път е открит от европейските изследователи през 1627 г., когато холандския мореплавател Тисен плава край приблизителните му западни граници. Брегът по-късно е прецизно картографиран от английския изследовател Матю Флиндърс през 1802 г., по време на обиколката му на австралийския континент. След това и Едуард Еър прави изследване на залива, водено от база от сушата.

## Естествознание
Бреговата линия на Големия Австралийски залив е характерна със стръмните си скали (до 60 m височина); плажове, подходящи за сърф и скални платформи, подходящи за наблюдение на китове. Водите на залива, въпреки че са сравнително плитки, не изобилстват с живот. Докато повечето континентални шелфове са богати на морски живот и са подходящи риболовни зони, безплодните пустини северно от залива имат много малко валежи, и водните потоци във вътрешността на континента шзчезват под земята или се превръщат в солни езера. В резултат на това, Големият Австралийски залив получава много малко плодоносна тиня, която обогатява континенталните шелфове и всъщност е морска пустиня. Той може би е най-известен с големия брой акули, които често се срещат в крайбрежните води, както и увеличаването на броя на вид китове, които мигрират в региона.
Едно място на залива, което е специално насочено към изследването на естествената история на крайбрежието, е птичата обсерватория Еър.

## Съвременни условия
От икономическа гледна точка, заливът е експлоатиран от много години, като тук се развиват риболов, китолов и индустрии, свързани с ракообразни. Предпочитаната риболовна цел е вид бодлоперка.
Селища като Кедуна и Еукла, намиращи се на крайбрежието, имат благоприятни условия за достъп до залива. Други селища по магистралата Еър, или намиращи се на платото Нъларбър, съответно нямат такава нямат възможност.